# Богуславський Валерій Олександрович
Валерій Олександрович Богуславський (* 14 січня 1955, Київ) — радянський футболіст, український футбольний тренер. Захисник, більшість кар'єри провів у «Буковині» (Чернівці).

## Біографія

### Клубна кар'єра
Футболом розпочав займатися в ДЮСШ «Динамо» (Київ). У професіональному футболі дебютував в 1976 році в чернівецькій «Буковині» у другій союзній лізі. У 1981 році був запрошений до одеського «Чорноморця», в складі якого зіграв один матч у вищій лізі чемпіонату СРСР. Далі деякий час грав у київському СКА. У 1982 році повернувся в «Буковину». У цьому ж сезоні став з чернівецькою командою переможцем Другої ліги СРСР. Всього за «Буковину» провів більше 200 матчів, не догравши до позначки 250 ігор зовсім небагато.

### Тренерська кар'єра
Тренерську кар'єру починав також у Чернівцях. Будучи помічником Юхима Школьникова, завоював путівку в першу союзну лігу. З 1996 по 1998 роки працював головним тренером «Буковини». Пізніше працював у «Ниві» (Тернопіль) та «Прикарпатті» (Івано-Франківськ). У 2004 та 2011 році працював тренером у «Ворсклі» (Полтава) та «Буковині» (Чернівці).

## Досягнення

### Як гравця
- Переможець Чемпіонату УРСР (1) : 1982
- Срібний призер Чемпіонату УРСР (1) : 1980

### Як тренера
як помічник Юхима Школьникова:
- Переможець Чемпіонату УРСР (1) : 1988
- Переможець Другої ліги СРСР (1) : 1990
- Срібний призер Чемпіонату УРСР (1) : 1989
- Срібний призер Першої ліги України (1) : 1996